# Picea pungens
Il peccio del Colorado (Picea pungens Engelm., 1879) è una specie di peccio, appartenente alla famiglia delle Pinaceae, originaria delle Montagne Rocciose, in particolare del sud-est dell'Idaho, Wyoming, Utah e Colorado, con popolazioni isolate in Montana, Arizona e Nuovo Messico.

## Etimologia
Il nome generico Picea, utilizzato già dai latini, potrebbe, secondo un'interpretazione etimologica, derivare da Pix picis = pece, in riferimento all'abbondante produzione di resina. Il nome specifico pungens fa riferimento alle punte acute e pungenti degli aghi.

## Descrizione

### Portamento
Esso é un albero sempre verde alto circa 20-30 metri con unico tronco diritto; i rami del primo ordine sono numerosi, corti o moderatamente lunghi, sviluppati orizzontalmente, più eretti o assurgenti quelli vicini alla cima; i rami del secondo ordine sono densi, rigidi, sviluppati in orizzontale. La chioma è conica, colonnare negli esemplari anziani, con rami che arrivano a terra. I virgulti sono saldi, snelli, inizialmente di colore marrone-giallastro o arancione-marrone, poi grigio, ben solcati e scanalati, glabri; i pulvini sono piccoli, leggermente più scuri.

### Foglie
Le foglie sono aghiformi, di colore verde con riflessi bluastri, lunghe 1,5-3 cm, lineari, rigide, leggermente ricurve, di sezione quadrangolare e con punte pungenti; hanno stomi su entrambe le pagine, disposti su 3-6 linee per pagina. Le gemme vegetative sono ovoidali-oblunghe, lunghe 5-8 mm, ottuse, prive di resina; hanno perule triangolari, ottuse, con punte ricurve, di colore marrone-giallastro o marrone pallido, persistenti.

### Fiori
Sono strobili maschili gialli, ascellari, cilindrici, lunghi 2-3 cm.

### Frutti
I coni femminili sono terminali, sessili, ovoidali-oblunghi o cilindrici, inizialmente eretti, poi pendenti a maturazione, lunghi 5-8 cm e larghi 3-4,5 cm, inizialmente verdi, poi marroni-giallastri o marroni-pallidi. I macrosporofilli sono ampiamente rombici, molto sottili, ondulati, lunghi 1,8-2,4 cm e con superficie liscia, finemente striata, glabra, con margine superiore molto eroso e punte ondulate e emarginate. Le brattee sono rudimentali, ligulate-cuspidate, lunghe 3-5 mm, totalmente incluse. I semi, marroni, sono ovoidali, appuntiti, e lunghi 3 mm, con parte alata obovata, lunga 6-9 mm, marrone-giallastra.

### Corteccia
La corteccia è rugosa, a scaglie, profondamente scanalata nella parte inferiore del tronco, di colore grigio scuro-marrone.

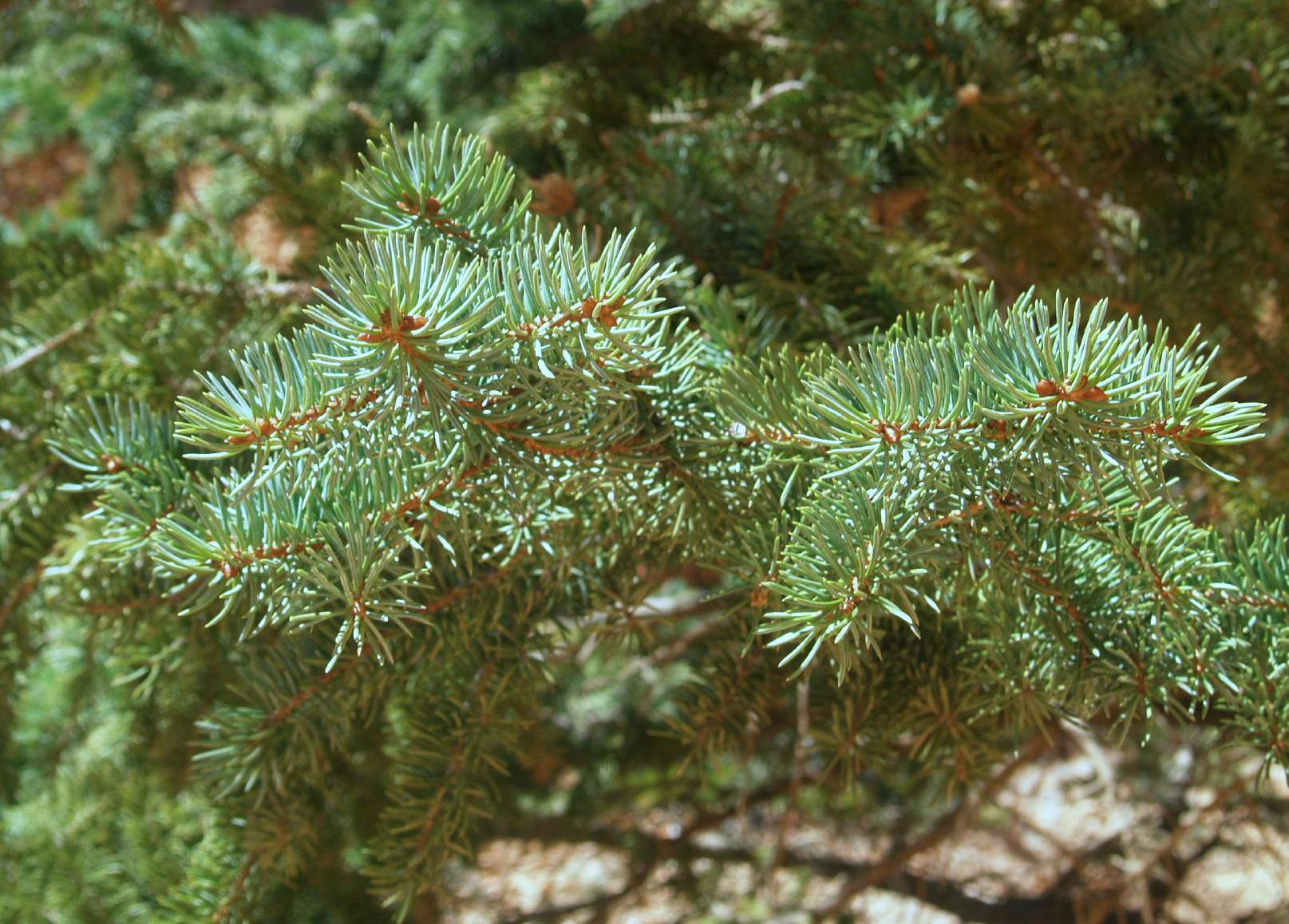
Virgulti
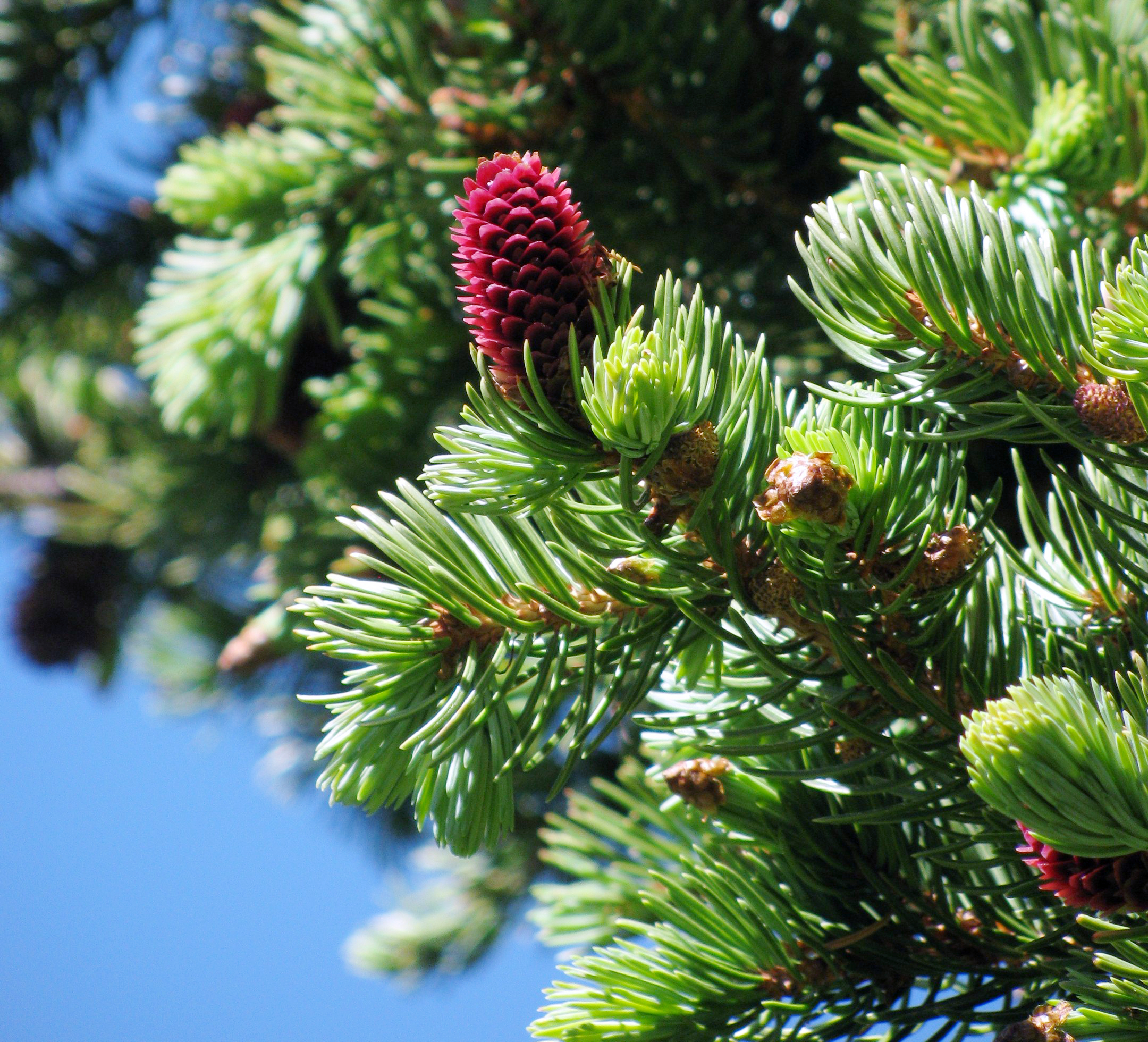
Cono femminile immaturo
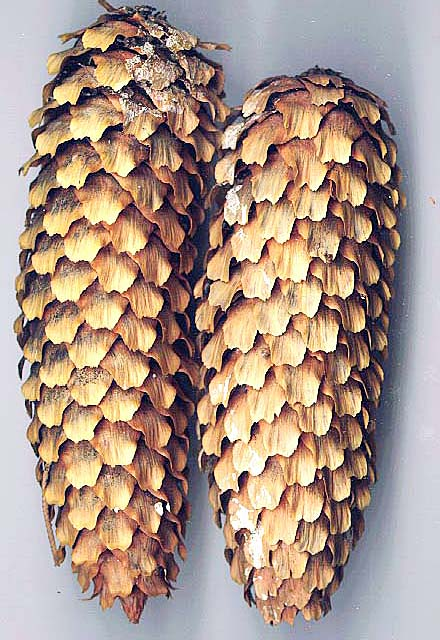
Coni femminili maturi
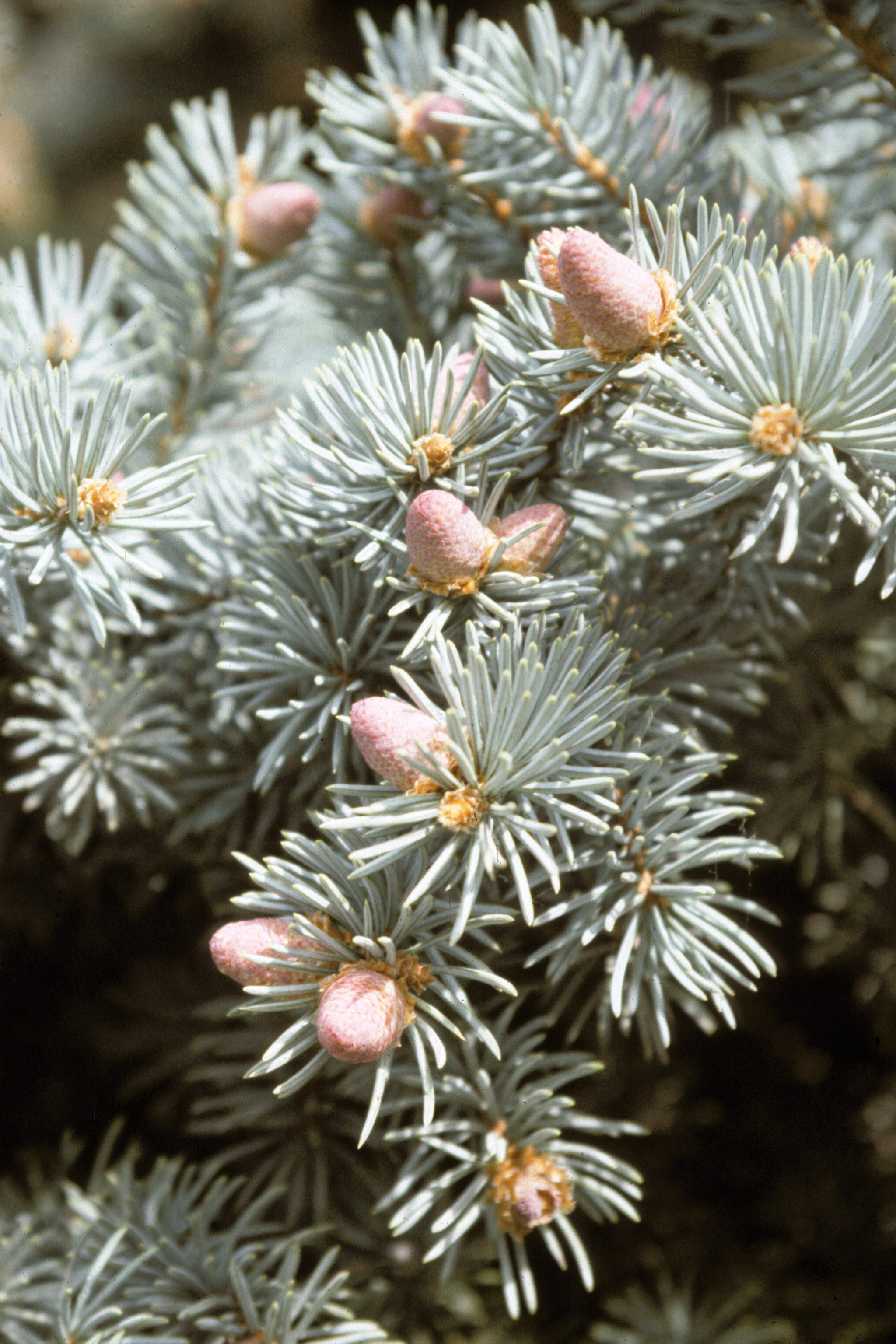
Strobili maschili
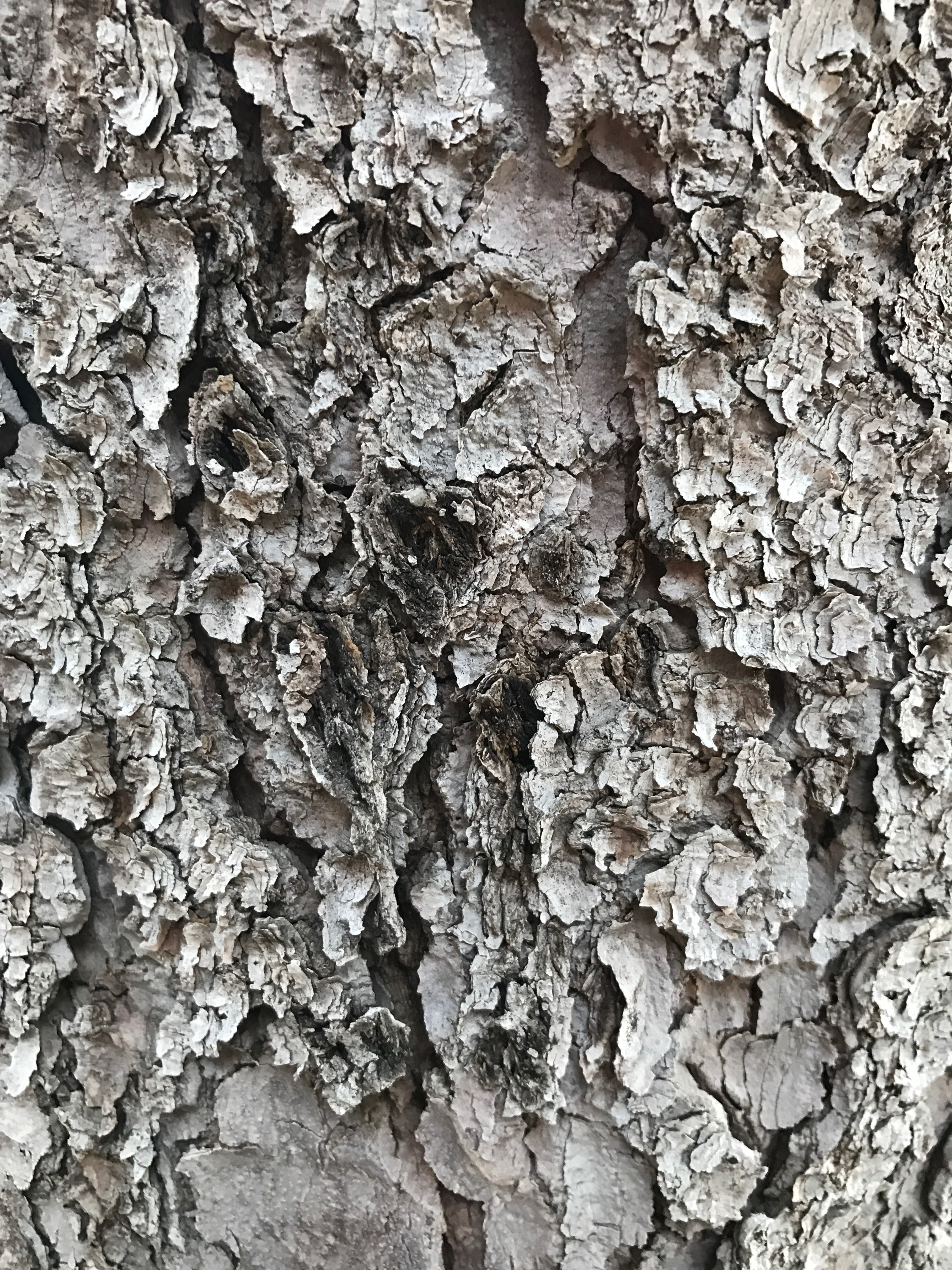
Corteccia
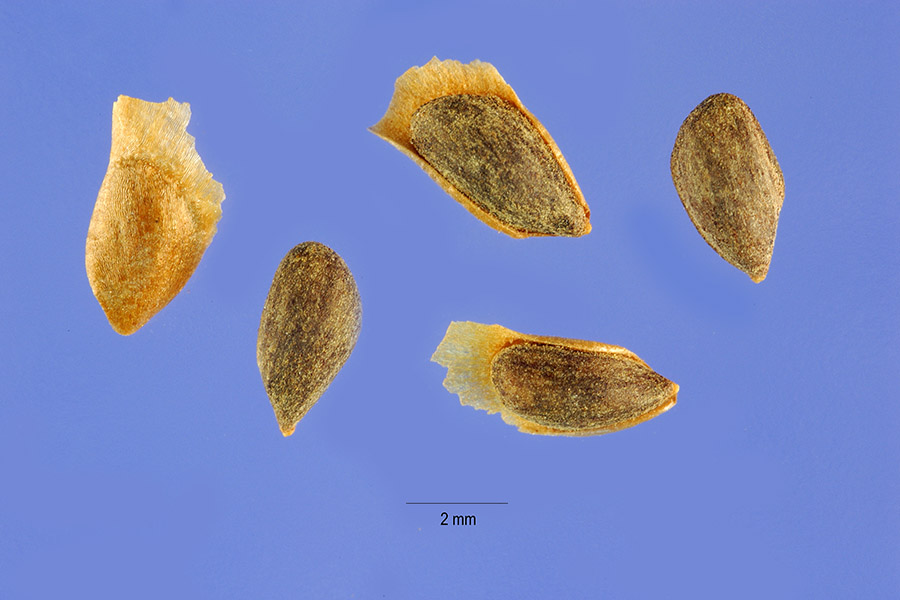
Semi

## Distribuzione e habitat
È una specie subalpina che vegeta ad altitudini comprese tra 1800 e 3300 m, prevalentemente lungo torrenti di montagna o negli umidi versanti settentrionali, su litosuoli montani o ghiaiosi normalmente poco sviluppati. Il clima di riferimento è continentale, con inverni lunghi, freddi e nevosi, ed estati corte ma relativamente calde; le precipitazioni annue variano tra 600 e 900 mm. Cresce in piccole formazioni pure e sparpagliate, oppure miste con Pseudotsuga menziesii var. glauca, Pinus contorta e Populus tremuloides.

## Tassonomia
Una limitata ibridazione naturale sembrerebbe avvenire con Picea engelmannii (Taylor, 1993).

### Sinonimi
Numerosi sono i sinonimi riportati:
- Abies menziesii var. parryana André
- Picea commutata Beissn.
- Picea menziesii Engelm.
- Picea parryana (André) Sarg.
- Picea pungens f. argentea Branner
- Picea pungens var. compacta (Rehder) Rehder
- Picea pungens f. compacta Rehder
- Picea pungens f. perpendicularis Schwer.
- Pinus armata Voss
- Pinus parryana (André) Voss

## Usi
Il peccio del Colorado riveste una grande importanza economica come albero ornamentale; in commercio esiste una grande varietà di cultivar sia arboree che arbustive, con forme e colori più disparati. La forma naturale ha una chioma molto simmetrica con un fogliame di colore verde con riflessi bluastri, che la rendono particolarmente attraente, anche come albero di Natale negli Stati Uniti. Il suo legno, invece, è di scarsa qualità, essendo molto nodoso e poco lavorabile.

## Conservazione
L'areale è molto vasto e, sebbene le subpopolazioni siano sparpagliate e non numerose, non vi sono evidenze di declino delle stesse. Per questi motivi viene classificata come specie a rischio minimo (least concern in inglese) nella Lista rossa IUCN.